# Rheinhausen im Breisgau
Rheinhausen im Breisgau (bis April 2025 Rheinhausen) ist eine Gemeinde im Landkreis Emmendingen in Baden-Württemberg.

## Geographie

### Lage
Rheinhausen im Breisgau liegt im nördlichen Breisgau am Rhein. Von hier aus erstreckt sich rheinabwärts das Naturschutzgebiet Taubergießen, eines der größten Naturschutzgebiete Baden-Württembergs.

### Nachbargemeinden
Rheinhausen im Breisgau grenzt im Westen an Frankreich, im Norden an Rust und weiter im Uhrzeigersinn nach Süden an Ringsheim, Herbolzheim, Kenzingen und Weisweil.

### Gemeindegliederung
Rheinhausen im Breisgau besteht aus den ehemals selbstständigen Gemeinden Oberhausen und Niederhausen. Zur ehemaligen Gemeinde Niederhausen gehört das Dorf Niederhausen. Zur ehemaligen Gemeinde Oberhausen gehören das Dorf Oberhausen und der Wohnplatz Elektrische Überlandzentrale (Mühlehof).

## Geschichte
Auf dem fruchtbaren Lößboden zwischen den Ortsteilen Ober- und Niederhausen im Gewann Rebbürgerfeld waren bereits vor rund 7000 Jahren Menschen sesshaft, die von Ackerbau und Fischfang lebten. Die Rebbürgerfeldleute zählen zu den ersten Bauern, die in Mitteleuropa archäologisch nachzuweisen sind. Weitere archäologische Befunde weisen auch für die Folgezeit die regelmäßige Besiedelung der Gegend nach.
Die Gründung der Siedlungen, auf die die Ortschaften Nieder- und Oberhausen zurückgehen, fiel auf das 6. bis 7. Jahrhundert als der Breisgau von den Alemannen besiedelt wurde. Erstmals urkundlich erwähnt wurde Niederhausen im Jahr 861.
Seit 1343 waren die Gemeinden vorderösterreichische Lehen und blieben es bei ständig wechselnden Ortsherrschaften bis zum Reichsdeputationshauptschluss. Im Jahr 1805 wurden Ober- und Niederhausen badisch.
Bis zu Rheinregulierung und Kanalisierung der Elz im 19. Jahrhundert wurden die Orte regelmäßig von teils verheerenden Hochwassern bedroht. Die Wasserbaumaßnahmen verbesserten diese Situation erheblich, führten jedoch zum Rückgang von Fischerei und Rheinschifffahrt, die schließlich praktisch zum Erliegen kamen.
Die Gemeinden wurden im Dezember 1906 das erste Mal mit elektrischen Strom versorgt, Oberhausen am 17. und Niederhausen am 18. Dezember. Der Strom wurde von einem kleinen Laufwasserkraftwerk an der Elz geliefert. Dieses Kraftwerk wurde davor als Antrieb der Maschinen einer Nähseide-Fabrik verwendet.
Die heutige Gemeinde wurde am 1. Mai 1972 durch Vereinigung der beiden Gemeinden Niederhausen und Oberhausen gebildet.

## Politik

### Gemeinderat

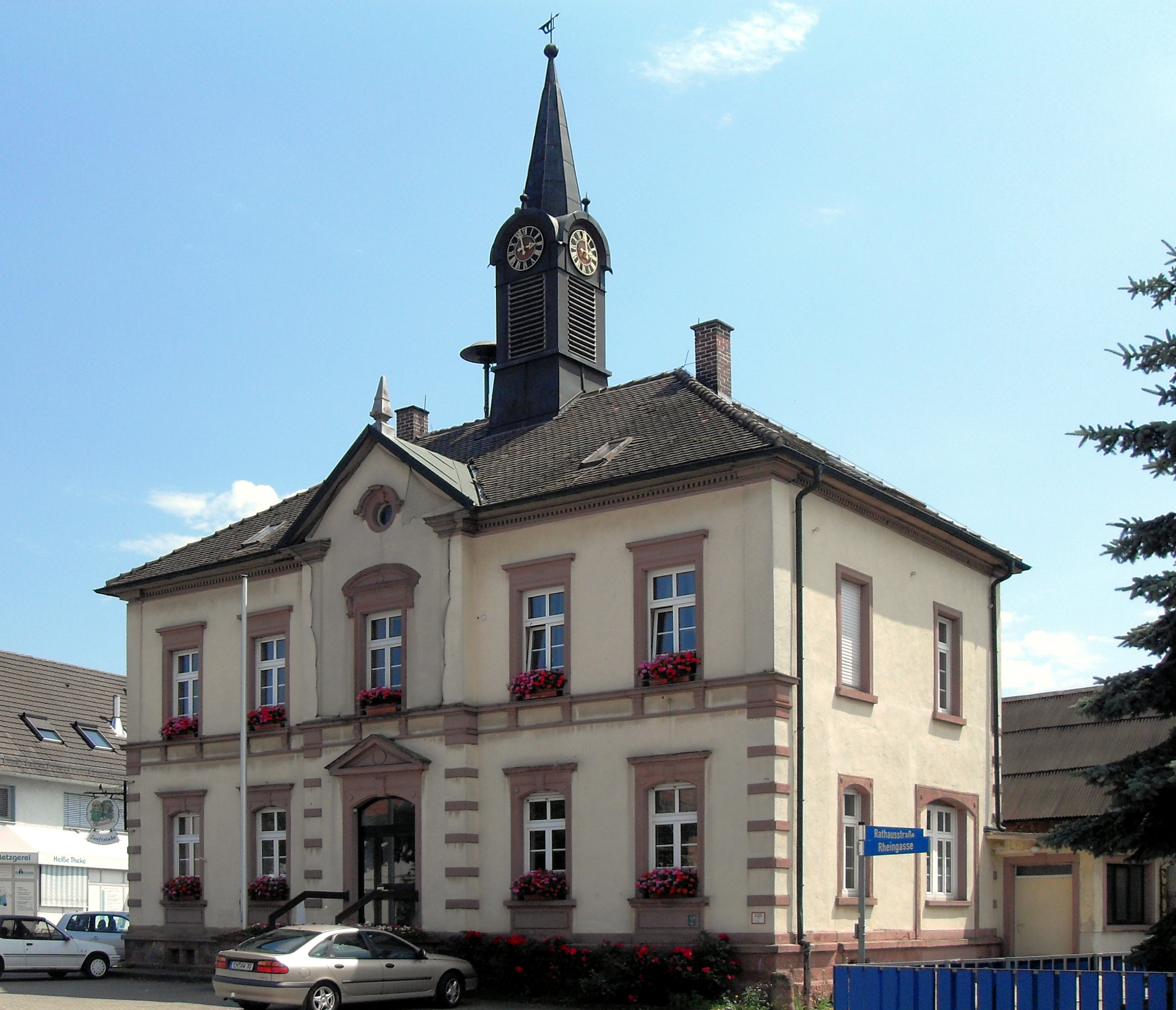
Rathaus im Ortsteil Oberhausen

Die Kommunalwahl am 9. Juni 2024 führte bei einer Wahlbeteiligung von 65,1 % zu folgendem Ergebnis:
| Partei / Liste    | 2024          | 2024   | 2019          | 2019   |
| Partei / Liste    | Stimmenanteil | Sitze  | Stimmenanteil | Sitze  |
| ----------------- | ------------- | ------ | ------------- | ------ |
| CDU               | 46,9 %        | 6      | 53,5 %        | 6      |
| Freie Bürgerliste | 41,2 %        | 5      | 46,5 %        | 6      |
| Pro Rheinhausen   | 11,9 %        | 1      | –             | –      |
| Wahlbeteiligung   | 65,1 %        | 65,1 % | 65,5 %        | 65,5 % |

### Bürgermeister
Jürgen Louis (CDU) ist der Bürgermeister der Gemeinde Rheinhausen im Breisgau. Bei der Bürgermeisterwahl am 17. Mai 2020 wurde er mit 88,57 Prozent der gültigen Stimmen für eine dritte Amtszeit von acht Jahren gewählt. Die Wahlbeteiligung lag bei 54,63 Prozent.

### Verwaltungsverband
Rheinhausen im Breisgau gehört dem Gemeindeverwaltungsverband Kenzingen-Herbolzheim an, zu dem neben den Städten Kenzingen und Herbolzheim auch die GemeindeWeisweil gehört.

### Wappen
Blasonierung: „Gespalten; vorn in Rot ein silberner Balken, hinten in Blau eine goldene Pflugschar über einem silbernen Fisch.“
Der rotweiße Bindenschild in der vorderen Hälfte verweist auf die lange bis 1805 dauernde Zugehörigkeit der Teilorte zur vorderösterreichischen Landgrafschaft Breisgau. Die Pflugschar fand sich schon in den Wappen und Siegeln der beiden Teilorte vor der Vereinigung. Der Fisch verweist auf den Rhein und die mit ihm verbundene Fischerei.

### Städtepartnerschaften
Seit dem 28. Oktober 2006 pflegt die Gemeinde Rheinhausen im Breisgau eine Städtepartnerschaft mit der polnischen Stadt Wisła und seit dem 9. Mai 2009 mit der elsässischen Gemeinde Wittisheim. Ferner verbindet die Gemeinde eine Freundschaft mit Tannenberg (Sachsen) im Erzgebirge.

## Infrastruktur

### Verkehr
Durch Rheinhausen im Breisgau verläuft die rechtsrheinische Variante des Rheinradwegs, der von der Quelle des Rheins am Oberalppass im Schweizer Kanton Graubünden bis zur Mündung bei Rotterdam führt. Von Weisweil kommend überquert er den Leopoldskanal, verläuft an Rheinhausen vorbei und danach wieder am Rhein entlang nach Meißenheim. Er ist als Eurovelo-Route 15 (Rheinradweg) und als D-Route 8 (Rhein-Route) ausgewiesen.

### Bildung
Rheinhausen im Breisgau verfügt über eine kommunale zweizügige Grundschule im Bürgerzentrum Rheinhausen.

### Gerichte
Die Gemeinde Rheinhausen im Breisgau gehört zum Gerichtsbezirk des Amtsgerichts Kenzingen.

### Behörden
Der Bundesnachrichtendienst betreibt die BND-Außenstelle Rheinhausen zur Fernmeldeaufklärung.

## Persönlichkeiten
- Franz Joseph Merklin (1788–1857), geboren in Oberhausen, Orgelbauer
- Joseph Merklin (1819–1905), geboren in Oberhausen, Orgelbauer
- Gerd Bischof (* 1953), Brigadegeneral der Luftwaffe